# 292-й окремий вертолітний полк (СРСР)
292-й окремий вертолітний полк (рос. 292-й отдельный вертолетный полк) — полк армійської авіації за часів війни в Афганістані, що діяв у складі ВПС СРСР.

## Історія
Сформовано у травні 1977 в місті Цхінвалі Південно-Осетинської Автономної Області Грузинської РСР шляхом поділу 1171-й Авіаційної Групи на два вертолітних полки: 292-й окремий вертолітний полк і 325-й окремий транспортно — бойовий вертолітний полк.
7 січня 1980 полк був піднятий по тривозі і після необхідних зборів дві ескадрильї: 1-а (на Мі-24В) і 2-а (на Мі-24А) перелетіли на аеродром Вазіані. Туди ж вертольотами Мі-8 був доставлений технічний склад. З вертольотів були зняті гвинти, крила. 8 січня вертольоти повантажили в Ан-22 і доставили на аеродром Кокайти. Там вертольоти були зібрані та обльотані.
10 січня повним складом був виконаний ознайомчий виліт на територію Республіки Афганістан з посадкою на аеродромі Кундуз з подальшим поверненням в Кокайти. Після двох днів підготовки льотного складу і авіатехніки 13 січня було виконано перший бойовий виліт із застосуванням всіх засобів ураження з поверненням в Кокайти.
14 січня обидві ескадрильї перелетіли на аеродром Кундуз. В середині лютого 1-я ескадрилья на вертольотах Мі-24В перебазувалася в Джелалабад. До кінця березня сюди був перебазований весь полк з трьох ескадрилей (з СРСР прибула ще одна).
11 березня 1981 полк «за виконання інтернаціонального обов'язку» нагороджений орденом Червоного Прапора.
Виведений з Афганістану з передачею техніки 335-му окремому вертолітному полку 23 серпня 1981.
Особовий склад полку брав участь в осетинському конфлікті 1992, виконавши декілька бойових вильотів на знищення грузинської артилерії.
Розформований з виведенням на територію Росії в 1993.

### Командири
| Період                     | Звання       | Командир полку                   |
| -------------------------- | ------------ | -------------------------------- |
| січень 1980- серпень 1980  | підполковник | Бочкарьов Геннадій Олександрович |
| серпень 1980 — липень 1981 | полковник    | Білозеров Євген Олександрович    |

Таблицю складено за даними джерела